# Peter Doyle (évêque)
Pour les articles homonymes, voir Doyle et Peter Doyle.
Peter John Haworth Doyle, né le 3 mai 1944 à Wilpshire dans le Lancashire en Angleterre, est un évêque catholique anglais, évêque de Northampton de 2005 à 2020.

## Biographie
Fils de John Robert Doyle et d'Alice Gertrude (née Haworth), Peter Doyle a fait ses études au St Ignatius' College, Stamford Hill, Londres, avant d'être ordonné prêtre le 8 juin 1968.
Par la suite, il a été vicaire à Portsmouth et Windsor de 1968 à 1975, puis administrateur de la cathédrale Saint-Jean-l'Évangéliste de Portsmouth de 1975 à 1987, curé de l'église Saint-Joseph à Maidenhead de 1987 à 1991, et de Saint-Pierre à Winchester de 1991 à 2005, et parallèlement chanoine de la cathédrale Saint-Jean-l'Évangéliste de Portsmouth de 1983 à 2005.
La nomination de Peter Doyle à Northampton a été la première nomination du pape Benoît XVI au sein de l'Église catholique au Royaume-Uni en Grande-Bretagne. Il a été consacré à la cathédrale de Northampton le 28 juin 2005 par Cormac Murphy-O'Connor.
Le diocèse de Northampton, ainsi que ceux de Clifton, Est Anglie, Portsmouth et Southwark, et le Stonyhurst College se rendent chaque année à Lourdes dans le cadre du pèlerinage de l'Association catholique. Le père Doyle est devenu le patron de l'Association catholique Hospitalité en 2012, après le départ à la retraite de l'évêque Crispian Hollis. 